# Le Théâtre postdramatique
Le Théâtre postdramatique est un ouvrage théorique du dramaturge allemand Hans-Thies Lehmann (de) publié en 1999 et traduit en français en 2002. Il vise à définir les formes théâtrales de la deuxième moitié du XXe siècle à travers leurs tensions avec la trame traditionnelle de la dramaticité.

## Résumé
Hans-Thies Lehmann part du constat que le rapport du théâtre à la dramaticité a été renouvelé au XXe siècle. Le drame se caractérisant par un discours porté entre les personnages ou de la scène à la salle, le théâtre postdramatique ouvre cette forme par un « abandon de l'instance d'origine du discours et, parallèlement, la pluralisation des instances de l'émission sur scène ». L'auteur trace donc ensuite une histoire de cet éclatement du discours à partir des premières avant-gardes du XXe siècle qui bien qu'elles se soient construits en conflits à la tradition ne rejetaient pas encore entièrement la forme dramatique mais ont préparé l'avènement du postdramatisme. Cette forme se caractérise ensuite par un ensemble de formes esthétiques particulières dont l'auteur propose la liste suivante : la synthèse de signes, l'analogie au rêve, la synesthésie, le "performance text", la parataxe, la simultanéité, le jeu sur la densité, la pléthore, la mise en musique, la dramaturgie visuelle, la chaleur, la corporalité, le théâtre concret, l'irruption du réel, l'importance de l'évènement en situation. Cette forme se construit donc en lien avec la performance par la mise en scène de la présence du corps permettant d'affirmer une coprésence avec le public.

## Traductions
- Philippe-Henri Ledru, Editions l'Arche, 2002[2]